# Ilich Ramírez Sánchez
Ilich Ramírez Sánchez, conhecido como Carlos, o Chacal (Michelena, 12 de outubro de 1949), é um autodenominado revolucionário de extrema-esquerda e mercenário. Sua alcunha foi-lhe dada pela imprensa depois que foi encontrada no seu quarto de Hotel, após o assassinato de dois policiais, uma cópia da novela de Frederick Forsyth " O Dia do Chacal".
Em 1975, leva a cabo um dos mais espetaculares atos militares: sequestrou onze ministros de países-membros da Organização dos Países Exportadores de Petróleo (OPEP) que estavam reunidos em Viena, Áustria. Acabam por morrer três pessoas. Nas décadas de 1970 e 1980 era o homem mais procurado do mundo, por todos os serviços secretos ocidentais.

## Biografia
Nascido na Venezuela, filho de um advogado venezuelano comunista, preferência ideológica evidente na escolha dos prenomes de seus três filhos: Vladimir, Ilich e Lenine, referentes ao líder bolchevique russo, Lenine (cujo nome original é Vladimir Ilyich Ulyanov).
Carlos estudou numa escola de Caracas e juntou-se ao movimento da juventude comunista em 1959. Ele fala correntemente espanhol, árabe, russo, inglês e francês.[carece de fontes?]
Em 1966, após o divórcio dos seu pais, foi com a mãe e o seu irmão para Londres para continuar os seus estudos na faculdade de Stafford House Tutorial em Kensington.
Em 1968 seu pai tentou levá-lo para Universidade de Sorbonne, mas ele foi para a universidade de Patrice Lumumba em Moscou, de onde foi expulso em 1970.
Em 1973, com 24 anos, ingressou na Frente Popular para a Libertação da Palestina (FPLP), onde tenta assassinar em Londres o empresário Joseph Shieff, presidente da Marks & Spencer e vice-presidente da Federação Sionista do Reino Unido e Irlanda, mas fracassa na tentativa.
Em 1975, executou o sequestro que lhe deu fama mundialmente: reteve onze ministros de países-membros da OPEP, que estavam reunidos em Viena, Áustria. O incidente acabou com a morte de três pessoas e a sua fuga.
O ataque aos membros da OPEP foi apenas o início, já que os ataques sucederam-se, Carlos lança uma granada contra um banco israelita em Londres, duas bombas numa farmácia em Paris, atentados contra aviões de Israel estacionados no Aeroporto de Orly, ataque contra um comboio de passageiros que ia de Paris para Toulouse, onde era suposto ir o primeiro-ministro francês, Jacques Chirac. Em todas estas acções, ele sempre conseguia fugir às polícias secretas.
Carlos, o "Chacal", era naquele momento o "inimigo público", o mais procurado do mundo, pelas principais policias secretas. Ao contrário de Bin Laden, ele participava pessoalmente nas acções, onde ele era o responsável por tudo, apenas tinha colaboradores que o ajudavam. Quanto aos colaboradores de Carlos, a lista é igualmente extensa, suspeitando-se que tenha colaborado com os regimes líbio de Muammar al-Gaddafi, iraquiano de Saddam Hussein, sírio de Hafez al-Assad, cubano de Fidel Castro, e ainda com vários países do Leste Europeu, as Brigadas Vermelhas da Itália ou o movimento M19 da Colômbia.
Sua retirada de ação não é muito clara, visto que por várias vezes a CIA, a DST (Direction de la Surveillance du Territoire) e o Mossad tentaram, em vão, neutralizar suas ações ao longo dos anos. Considera-se que com o fim da Guerra Fria, no início da década de 90, a falta de oferta de ações e a sua já debilitada saúde fizeram com que ele se retirasse da vida de terrorista, passando por uma série de países em busca de exílio até fixar-se no Sudão, mas não há um consenso a respeito do porque da sua inatividade de fim dos anos 80 ao início dos anos 90.
Em 14 de agosto de 1994, durante a sua passagem em uma clínica em Cartum (capital do Sudão) para uma operação nos testículos, Carlos foi adormecido com anestesia geral, conduzido ao aeroporto e colocado num jacto do Governo francês, com destino a uma das cadeias de alta segurança dos arredores de Paris.
Não são ainda claras as circunstâncias que levaram o governo do Sudão, um dos países que figurava na lista negra norte-americana dos Estados apoiantes do terrorismo, a entregar Carlos à DST e nem se a operação foi realmente da DST, do governo do Sudão ou se aconteceu em cooperação com outros serviços internacionais.
Mais tarde, já durante o seu julgamento pela morte de dois polícias da DST e um denunciante palestino, Carlos nunca mostrou arrependimento pelos ataques que perpetrou, logo na primeira audiência, questionado pelo presidente do tribunal acerca da sua profissão, respondeu: "Sou um revolucionário profissional na velha tradição leninista".
Em 23 de dezembro de 1997, ele recebeu a sentença de prisão perpétua. Durante o seu julgamento, Carlos foi defendido por vários advogados. O principal foi o advogado francês Jacques Vergès, retratado no filme O Advogado do Terror (2007), que figura no filme numa entrevista dada por telefone da prisão. Outro detalhe apresentado no filme foi o seu relacionamento com Magdalena Kopp, com quem teve uma filha.
Em 15 de dezembro de 2011, Ilich Ramírez Sánchez recebeu nova sentença, agora pela justiça francesa, pelas mortes de 11 pessoas em atentados terroristas ocorrido na década de 1980. Sua pena foi uma nova prisão perpétua.
Em março de 2018, foi condenado a uma terceira pena de prisão perpétua, neste caso por um atentado cometido em setembro de 1974 em Paris. O ataque ao um centro comercial deixou dois mortos e 34 feridos, mas Carlos negou qualquer participação no ataque. De acordo com a acusação, o objetivo do atentado era facilitar a libertação de um membro do Exército Vermelho japonês detido em Orly.
Em setembro de 2021, Carlos voltou ao banco dos réus de um tribunal, para revisão da terceira condenação à prisão perpétua sentenciada pela justiça francesa. No tribunal, disse estar de "férias forçadas há 27 anos e meio" na França, referindo-se ao período em que esteve detido desde 1994. Carlos novamente negou sua participação no atentado de 1974, e acusou a justiça de ser corrupta e ter arquitetado o caso para incriminá-lo. No tribunal, Carlos reconheceu ter matado 83 pessoas em sua vida. Disse que foram "muitas, mas não o suficiente", alegando que os assassinatos ocorreram em um contexto de guerra e de luta revolucionária. O Tribunal Criminal de Paris confirmou a terceira pena de prisão perpétua contra Carlos.